# Laplace (F713)
USS Lorain  (PF-93)
Laplace (F713)  est une des quatre anciennes frégates américaines de classe Tacoma vendues à la Marine française le 26 mars 1947 pour renforcer les moyens navals de la France en attente de la construction et de la mise en service d'escorteurs et de patrouilleurs.

## Marine américaine
L'USS Lorain (PF-93) fut le seul navire américain à porter le nom de la ville de Lorain en Ohio.
Lancé en 1944, il fut mis en service comme frégate à Baltimore (Maryland avec pour commandant, le lieutenant commander James G. Ramsey de la Garde-côtière américaine

En 1945 il rejoint la base navale de Norfolk puis les Bermudes pour s'entraîner avant de rejoindre l'Atlantique Nord pour des missions météorologiques.

En 1946 il rentre à Boston pour être désarmé.

## Marine française
Rebaptisé Laplace, après son achat par le Ministère des travaux publics en 1946. Il rejoint le port de Brest pour son réaménagement. Il reprendra du service comme navire météorologique dans le cadre de l'Organisation de l'aviation civile internationale (OACI) en Atlantique nord avec les 3 autres navires météorologiques français : Mermoz, Le Verrier (F716) et Le Brix.
De retour d'une patrouille de 21 jours au large de la côte de l'Espagne, il saute sur une mine magnétique, mouillée par la Kriegsmarine lors de la Seconde Guerre mondiale. Le Laplace est alors au mouillage devant le Fort-la-Latte proche de Saint-Malo, en Baie de La Fresnaye, le 16 septembre 1950. 51 membres de l'équipage trouvent la mort dans cette catastrophe.

### Sources
- (en) Cet article est partiellement ou en totalité issu de l’article de Wikipédia en anglais intitulé « USS Lorain (PF-93) » (voir la liste des auteurs).